# مانويل ليزا
مانويل ليزا (بالإنجليزية: Manuel Lisa)‏ هو مستكشف أمريكي، ولد في 8 سبتمبر 1772 في نيو أورلينز في الولايات المتحدة، وتوفي في 12 أغسطس 1820 في سانت لويس في الولايات المتحدة.

## وصلات خارجية
- مانويل ليزا على موقع الموسوعة البريطانية (الإنجليزية)